# Ђове (Перуђа)
Ђове (итал. Giove) је насеље у Италији у округу Перуђа, региону Умбрија.
Према процени из 2011. у насељу је живело 58 становника. Насеље се налази на надморској висини од 533 м.